# NK Sloga Koprivnički Ivanec
NK Sloga je nogometni klub iz Koprivničkog Ivanca. U sezoni 2021./22. se natječe u 1. ŽNL Koprivničko-križevačka.